# Mistrzostwa Polski w badmintonie
Mistrzostwa Polski w badmintonie rozegrane zostały po raz pierwszy w 1964 roku. Mistrzostwa rozgrywane są corocznie (tylko w 1977 roku nie odbyły się), a organizatorem jest Polski Związek Badmintona.

## Historia
| Lp. | Edycja | Miasto       |
| --- | ------ | ------------ |
| 1.  | 1964   | Łódź         |
| 2.  | 1965   | Poznań       |
| 3.  | 1966   | Łódź         |
| 4.  | 1967   | Warszawa     |
| 5.  | 1968   | Cieplice     |
| 6.  | 1969   | Włocławek    |
| 7.  | 1970   | Andrychów    |
| 8.  | 1971   | Mielec       |
| 9.  | 1972   | Kołobrzeg    |
| 10. | 1973   | Gorzów Wlkp. |

| Lp. | Edycja | Miasto    |
| --- | ------ | --------- |
| 11. | 1974   | Łódź      |
| 12. | 1975   | Wołomin   |
| 13. | 1976   | Katowice  |
| 14. | 1978   | Głubczyce |
| 15. | 1979   | Wrocław   |
| 16. | 1980   | Chrzanów  |
| 17. | 1981   | Wrocław   |
| 18. | 1982   | Warszawa  |
| 19. | 1983   | Warszawa  |
| 20. | 1984   | Warszawa  |

| Lp. | Edycja | Miasto   |
| --- | ------ | -------- |
| 21. | 1985   | Radom    |
| 22. | 1986   | Koszalin |
| 23. | 1987   | Lublin   |
| 24. | 1988   | Kraków   |
| 25. | 1989   | Suwałki  |
| 26. | 1990   | Suwałki  |
| 27. | 1991   | Suwałki  |
| 28. | 1992   | Kraków   |
| 29. | 1993   | Kraków   |
| 30. | 1994   | Mielno   |

| Lp. | Edycja | Miasto      |
| --- | ------ | ----------- |
| 31. | 1995   | Rzeszów     |
| 32. | 1996   | Suwałki     |
| 33. | 1997   | Głubczyce   |
| 34. | 1998   | Kraków      |
| 35. | 1999   | Suwałki     |
| 36. | 2000   | Częstochowa |
| 37. | 2001   | Suwałki     |
| 38. | 2002   | Głubczyce   |
| 39. | 2003   | Słupsk      |
| 40. | 2004   | Słupsk      |

| Lp. | Edycja | Miasto     |
| --- | ------ | ---------- |
| 41. | 2005   | Kraków     |
| 42. | 2006   | Słupsk     |
| 43. | 2007   | Suchedniów |
| 44. | 2008   | Słupsk     |
| 45. | 2009   | Suwałki    |
| 46. | 2010   | Głubczyce  |
| 47. | 2011   | Słupsk     |
| 48. | 2012   | Białystok  |
| 49. | 2013   | Białystok  |
| 50. | 2014   | Białystok  |

| Lp. | Edycja | Miasto    |
| --- | ------ | --------- |
| 51. | 2015   | Sobótka   |
| 52. | 2016   | Białystok |
| 53. | 2017   | Białystok |
| 54. | 2018   | Lubin     |
| 55. | 2019   | Gniezno   |
| 56. | 2020   | Białystok |

## Zwycięzcy
| Rok  | Gra pojedyncza mężczyzn                | Gra pojedyncza kobiet                          | Gra podwójna mężczyzn                                                            | Gra podwójna kobiet                                                               | Gra mieszana                                                                        |
| ---- | -------------------------------------- | ---------------------------------------------- | -------------------------------------------------------------------------------- | --------------------------------------------------------------------------------- | ----------------------------------------------------------------------------------- |
| 1964 | Feliks Glapka (Poznań)                 | Teresa Masłowska (Warszawa)                    | Feliks Glapka Marian Grys (Poznań)                                               | –                                                                                 | Bolesław Suterski Stanisława Suterska (Poznań)                                      |
| 1965 | Aleksander Koczur (Kraków)             | Teresa Masłowska (Warszawa)                    | Andrzej Domagała Krzysztof Englander (Wrocław)                                   | –                                                                                 | Bolesław Suterski Stanisława Suterska (Poznań)                                      |
| 1966 | Wiesław Świątczak (Łódź)               | Teresa Masłowska (Warszawa)                    | Andrzej Domagała Krzysztof Englander (Wrocław)                                   | –                                                                                 | Wiesław Świątczak Irena Józefowicz (Łódź)                                           |
| 1967 | Wiesław Świątczak (Łódź)               | Barbara Rojewska (Olsztyn)                     | Andrzej Domagała Krzysztof Englander (Wrocław)                                   | –                                                                                 | Krzysztof Englander Bożena Basińska (Wrocław)                                       |
| 1968 | Krzysztof Englander (Wrocław)          | Irena Karolczak (Wrocław)                      | Jerzy Przybylski Lech Woźny (Poznań)                                             | –                                                                                 | Krzysztof Englander Irena Karolczak (Wrocław)                                       |
| 1969 | Andrzej Domagała (Wrocław)             | Teresa Masłowska (Warszawa)                    | Andrzej Domagała Krzysztof Englander (Wrocław)                                   | –                                                                                 | Bogusław Żołądkowski Teresa Masłowska (Warszawa)                                    |
| 1970 | Wiesław Świątczak (Łódź)               | Irena Karolczak (Wrocław)                      | Jerzy Przybylski Lech Woźny (Poznań)                                             | –                                                                                 | Jan Makaruś Jolanta Proch (Szczecin)                                                |
| 1971 | Wiesław Świątczak (Łódź)               | Lidia Baczyńska (Wrocław)                      | Andrzej Domagała Krzysztof Englander (Wrocław)                                   | –                                                                                 | Wiesław Świątczak Ewa Astasiewicz (Łódź)                                            |
| 1972 | Wiesław Danielski (Wrocław)            | Irena Karolczak (Wrocław)                      | Wiesław Danielski Zygmunt Skrzypczyński (Wrocław)                                | Lidia Baczyńska Irena Karolczak (Wrocław)                                         | Leszek Nowakowski Hanna Snochowska (Warszawa)                                       |
| 1973 | Andrzej Domagała (Wrocław)             | Irena Karolczak (Wrocław)                      | Wiesław Danielski Zygmunt Skrzypczyński (Wrocław)                                | –                                                                                 | Sławomir Włoszczyński Irena Karolczak (Wrocław)                                     |
| 1974 | Stanisław Rosko (Technik Głubczyce)    | Irena Karolczak (Wrocław)                      | Ryszard Borek Stanisław Rosko (Głubczyce)                                        | Hanna Snochowska Irena Karolczak (Warszawa)                                       | Leszek Nowakowski Hanna Snochowska (Warszawa)                                       |
| 1975 | Zygmunt Skrzypczyński (Wrocław)        | Irena Karolczak (Wrocław)                      | Andrzej Domagała (Wrocław) Wiesław Świątczak (Łódź)                              | Hanna Snochowska Irena Karolczak (Warszawa)                                       | Lesław Markiewicz Irena Karolczak (Warszawa)                                        |
| 1976 | Zygmunt Skrzypczyński (Wrocław)        | Elżbieta Utecht (Technik Głubczyce)            | Krzysztof Englander (Słupsk) Janusz Labisko (Bukowno)                            | Wanda Czamańska (Wrocław) Irena Karolczak (Warszawa)                              | Lesław Markiewicz Irena Karolczak (Warszawa)                                        |
| 1978 | Zygmunt Skrzypczyński (Wrocław)        | Elżbieta Utecht (Technik Głubczyce)            | Sławomir Włoszczyński Zygmunt Skrzypczyński (Wrocław)                            | Elżbieta Utecht Bożena Wojtkowska (Głubczyce)                                     | Janusz Labisko (Bukowno) Anna Zyśk (Gdynia)                                         |
| 1979 | Brunon Rduch (Bieruń Stary)            | Elżbieta Utecht (Technik Głubczyce)            | Sławomir Włoszczyński Zygmunt Skrzypczyński (Wrocław)                            | Maria Bahryj Bożena Wojtkowska (Głubczyce)                                        | Zygmunt Skrzypczyński (Wrocław) Elżbieta Utecht (Głubczyce)                         |
| 1980 | Zygmunt Skrzypczyński (Wrocław)        | Bożena Wojtkowska (Technik Głubczyce)          | Zygmunt Skrzypczyński (Wrocław) Janusz Labisko (Bukowno)                         | Ewa Rusznica Bożena Wojtkowska (Głubczyce)                                        | Zygmunt Skrzypczyński (Wrocław) Elżbieta Utecht (Głubczyce)                         |
| 1981 | Brunon Rduch (Bieruń Stary)            | Bożena Wojtkowska (Technik Głubczyce)          | Brunon Rduch Norbert Węgrzyn (Bieruń Stary)                                      | Zofia Żółtańska Bożena Wojtkowska (Głubczyce)                                     | Jerzy Dołhan Ewa Rusznica (Głubczyce)                                               |
| 1982 | Stanisław Rosko (Technik Głubczyce)    | Bożena Wojtkowska (Technik Głubczyce)          | Kazimierz Ciurys Stanisław Rosko (Głubczyce)                                     | Ewa Rusznica Bożena Wojtkowska (Głubczyce)                                        | Jerzy Dołhan Bożena Wojtkowska (Głubczyce)                                          |
| 1983 | Stanisław Rosko (Technik Głubczyce)    | Ewa Rusznica (Technik Głubczyce)               | Jerzy Dołhan Grzegorz Olchowik (Głubczyce)                                       | Ewa Rusznica Bożena Wojtkowska (Głubczyce)                                        | Kazimierz Ciurys Bożena Wojtkowska (Głubczyce)                                      |
| 1984 | Stanisław Rosko (Technik Głubczyce)    | Bożena Wojtkowska (Technik Głubczyce)          | Jerzy Dołhan Grzegorz Olchowik (Głubczyce)                                       | Bożena Siemieniec Bożena Wojtkowska (Głubczyce)                                   | Kazimierz Ciurys Bożena Wojtkowska (Głubczyce)                                      |
| 1985 | Grzegorz Olchowik (Technik Głubczyce)  | Bożena Wojtkowska (Technik Głubczyce)          | Jerzy Dołhan Grzegorz Olchowik (Głubczyce)                                       | Ewa Wilman Bożena Wojtkowska (Głubczyce)                                          | Jerzy Dołhan Ewa Wilman (Głubczyce)                                                 |
| 1986 | Grzegorz Olchowik (Technik Głubczyce)  | Bożena Siemieniec (Technik Głubczyce)          | Jerzy Dołhan Grzegorz Olchowik (Głubczyce)                                       | Bożena Siemieniec Zofia Żółtańska (Głubczyce)                                     | Jerzy Dołhan Ewa Wilman (Głubczyce)                                                 |
| 1987 | Jerzy Dołhan (Technik Głubczyce)       | Bożena Haracz (Technik Głubczyce)              | Jerzy Dołhan Grzegorz Olchowik (Głubczyce)                                       | Bożena Siemieniec Zofia Żółtańska (Głubczyce)                                     | Jerzy Dołhan Bożena Haracz (Głubczyce)                                              |
| 1988 | Jerzy Dołhan (Technik Głubczyce)       | Bożena Siemieniec (Technik Głubczyce)          | Jerzy Dołhan Grzegorz Olchowik (Głubczyce)                                       | Bożena Siemieniec Bożena Haracz (Głubczyce)                                       | Jerzy Dołhan Bożena Haracz (Głubczyce)                                              |
| 1989 | Jacek Hankiewicz (Katowice)            | Bożena Siemieniec (Technik Głubczyce)          | Jerzy Dołhan Jacek Hankiewicz (Głubczyce)                                        | Bożena Siemieniec Bożena Haracz (Głubczyce)                                       | Jerzy Dołhan Bożena Haracz (Głubczyce)                                              |
| 1990 | Jacek Hankiewicz (Katowice)            | Beata Syta (Technik Głubczyce)                 | Jerzy Dołhan Jacek Hankiewicz (Głubczyce)                                        | Beata Syta Bożena Haracz (Głubczyce)                                              | Jerzy Dołhan Bożena Haracz (Głubczyce)                                              |
| 1991 | Jacek Hankiewicz (Katowice)            | Katarzyna Krasowska (Technik Głubczyce)        | Jerzy Dołhan Jacek Hankiewicz (Głubczyce)                                        | Bożena Siemieniec Bożena Haracz (Głubczyce)                                       | Jerzy Dołhan Bożena Haracz (Głubczyce)                                              |
| 1992 | Dariusz Zięba (Warszawa)               | Katarzyna Krasowska (Technik Głubczyce)        | Jerzy Dołhan Jacek Hankiewicz (Głubczyce)                                        | Bożena Bąk Bożena Haracz (Głubczyce)                                              | Jerzy Dołhan Bożena Haracz (Głubczyce)                                              |
| 1993 | Jacek Hankiewicz (Katowice)            | Katarzyna Krasowska (Technik Głubczyce)        | Dariusz Zięba (Warszawa) Jacek Hankiewicz (Głubczyce)                            | Bożena Bąk Bożena Haracz (Głubczyce)                                              | Jerzy Dołhan Bożena Haracz (Głubczyce)                                              |
| 1994 | Dariusz Zięba (Warszawa)               | Katarzyna Krasowska (Technik Głubczyce)        | Jerzy Dołhan Damian Pławecki (Głubczyce)                                         | Monika Lipińska Sylwia Rutkiewicz (Warszawa)                                      | Damian Pławecki (Warszawa) Dorota Borek (Głubczyce)                                 |
| 1995 | Dariusz Zięba (Warszawa)               | Katarzyna Krasowska (Technik Głubczyce)        | Jerzy Dołhan Damian Pławecki (Głubczyce)                                         | Dorota Borek Katarzyna Krasowska (Głubczyce)                                      | Jerzy Dołhan Bożena Haracz (Głubczyce)                                              |
| 1996 | Dariusz Zięba (Warszawa)               | Katarzyna Krasowska (Technik Głubczyce)        | Dariusz Zięba (Warszawa) Jacek Hankiewicz (Głubczyce)                            | Monika Bieńkowska Katarzyna Boczek (Płock)                                        | Robert Mateusiak Sylwia Rutkiewicz (Warszawa)                                       |
| 1997 | Jacek Niedźwiedzki (SKB Suwałki)       | Katarzyna Krasowska (Technik Głubczyce)        | Jerzy Dołhan Damian Pławecki (Głubczyce)                                         | Dorota Borek Katarzyna Krasowska (Głubczyce)                                      | Damian Pławecki (Warszawa) Dorota Borek (Głubczyce)                                 |
| 1998 | Jacek Niedźwiedzki (SKB Suwałki)       | Katarzyna Krasowska (Technik Głubczyce)        | Michał Łogosz (Płock) Damian Pławecki (Kraków)                                   | Bożena Haracz Katarzyna Krasowska (Głubczyce)                                     | Damian Pławecki (Kraków) Dorota Grzejdak (Koszalin)                                 |
| 1999 | Przemysław Wacha (Technik Głubczyce)   | Kamila Augustyn (Technik Słupsk)               | Michał Łogosz (Głubczyce) Robert Mateusiak (Suwałki)                             | Bożena Haracz (Głubczyce) Joanna Szleszyńska (Suwałki)                            | Robert Mateusiak (Suwałki) Monika Bieńkowska (Płock)                                |
| 2000 | Jacek Niedźwiedzki (SKB Suwałki)       | Katarzyna Krasowska (Technik Głubczyce)        | Michał Łogosz (Głubczyce) Robert Mateusiak (Suwałki)                             | Bożena Haracz Katarzyna Krasowska (Głubczyce)                                     | Robert Mateusiak Barbara Kulanty (Suwałki)                                          |
| 2001 | Jacek Niedźwiedzki (SKB Suwałki)       | Kamila Augustyn (Technik Słupsk)               | Michał Łogosz (Głubczyce) Robert Mateusiak (Suwałki)                             | Barbara Kulanty Joanna Szleszyńska (Suwałki)                                      | Robert Mateusiak Barbara Kulanty (Suwałki)                                          |
| 2002 | Przemysław Wacha (Technik Głubczyce)   | Kamila Augustyn (Technik Słupsk)               | Michał Łogosz (Głubczyce) Robert Mateusiak (Suwałki)                             | Kamila Augustyn (Słupsk) Joanna Szleszyńska (Suwałki)                             | Robert Mateusiak Barbara Kulanty (Suwałki)                                          |
| 2003 | Jacek Niedźwiedzki (SKB Suwałki)       | Kamila Augustyn (Technik Słupsk)               | Michał Łogosz (Głubczyce) Robert Mateusiak (Suwałki)                             | Kamila Augustyn (Słupsk) Paulina Matusewicz (Suwałki)                             | Robert Mateusiak Barbara Kulanty (Suwałki)                                          |
| 2004 | Przemysław Wacha (Technik Głubczyce)   | Kamila Augustyn (Technik Słupsk)               | Michał Łogosz (Głubczyce) Robert Mateusiak (Suwałki)                             | Kamila Augustyn (Słupsk) Nadieżda Kostiuczyk (Suwałki)                            | Robert Mateusiak Barbara Kulanty (Suwałki)                                          |
| 2005 | Przemysław Wacha (Technik Głubczyce)   | Kamila Augustyn (Technik Słupsk)               | Michał Łogosz (Głubczyce) Robert Mateusiak (Suwałki)                             | Kamila Augustyn (Słupsk) Nadieżda Kostiuczyk (Suwałki)                            | Robert Mateusiak Barbara Kulanty (Suwałki)                                          |
| 2006 | Przemysław Wacha (Technik Głubczyce)   | Angelika Węgrzyn (Technik Głubczyce)           | Przemysław Wacha Rafał Hawel (Głubczyce)                                         | Kamila Augustyn (Słupsk) Nadieżda Kostiuczyk (Suwałki)                            | Robert Mateusiak Nadieżda Kostiuczyk (Suwałki)                                      |
| 2007 | Przemysław Wacha (Technik Głubczyce)   | Kamila Augustyn (SKB Piast Słupsk)             | Michał Łogosz Robert Mateusiak (Suwałki)                                         | Kamila Augustyn (Słupsk) Nadieżda Kostiuczyk (Suwałki)                            | Robert Mateusiak Nadieżda Kostiuczyk (Suwałki)                                      |
| 2008 | Przemysław Wacha (Technik Głubczyce)   | Kamila Augustyn (SKB Piast Słupsk)             | Michał Łogosz Robert Mateusiak (Suwałki)                                         | Kamila Augustyn (Słupsk) Nadieżda Kostiuczyk (Suwałki)                            | Robert Mateusiak Nadieżda Kostiuczyk (Suwałki)                                      |
| 2009 | Przemysław Wacha (Technik Głubczyce)   | Kamila Augustyn (SKB Piast Słupsk)             | Michał Łogosz Robert Mateusiak (Suwałki)                                         | Małgorzata Kurdelska (Suwałki) Agnieszka Wojtkowska (Głubczyce)                   | Robert Mateusiak (Suwałki) Kamila Augustyn (SKB Piast Słupsk)                       |
| 2010 | Przemysław Wacha (Technik Głubczyce)   | Kamila Augustyn (SKB Piast Słupsk)             | Michał Łogosz Robert Mateusiak (Suwałki)                                         | Kamila Augustyn (SKB Piast Słupsk) Nadieżda Kostiuczyk (Hubal Białystok)          | Robert Mateusiak (Suwałki) Nadieżda Kostiuczyk (Hubal Białystok)                    |
| 2011 | Przemysław Wacha (Technik Głubczyce)   | Kamila Augustyn (SKB Piast Słupsk)             | Adam Cwalina (Suwałki) Michał Łogosz (Suwałki)                                   | Małgorzata Kurdelska (Suwałki) Nadieżda Zięba (Białystok)                         | Rafał Hawel (SKB Pisat Słupsk) Kamila Augustyn (SKB Piast Słupsk)                   |
| 2012 | Przemysław Wacha (Technik Głubczyce)   | Kamila Augustyn (SKB Piast Słupsk)             | Robert Mateusiak (Hubal Białystok) Michał Łogosz (Suwałki)                       | Natalia Pocztowiak (Technik Głubczyce) Agnieszka Wojtkowska (Technik Głubczyce)   | Wojciech Szkudlarczyk (Technik Głubczyce) Agnieszka Wojtkowska (Technik Głubczyce)  |
| 2013 | Przemysław Wacha (Technik Głubczyce)   | Kamila Augustyn (SKB Piast Słupsk)             | Adam Cwalina (Suwałki) Michał Łogosz (Suwałki)                                   | Aneta Wojtkowska (Technik Głubczyce) Agnieszka Wojtkowska (Technik Głubczyce)     | Wojciech Szkudlarczyk (Technik Głubczyce) Agnieszka Wojtkowska (Technik Głubczyce)  |
| 2014 | Przemysław Wacha (Technik Głubczyce)   | Anna Narel-Ościłowicz (Badders Club Białystok) | Łukasz Moreń (SKB Suwałki) Wojciech Szkudlarczyk (Technik Głubczyce)             | Aneta Wojtkowska (Technik Głubczyce) Agnieszka Wojtkowska (Technik Głubczyce)     | Robert Mateusiak (Hubal Białystok) Agnieszka Wojtkowska (Technik Głubczyce)         |
| 2015 | Mateusz Dubowski (UKS Hubal Białystok) | Kamila Augustyn (SKB Litpol-Malow Suwałki)     | Adam Cwalina (SKB Litpol-Malow Suwałki) Przemysław Wacha (LKS Technik Głubczyce) | Aneta Wojtkowska (Technik Głubczyce) Agnieszka Wojtkowska (Technik Głubczyce)     | Paweł Pietryja (UKS Plesbad Pszczyna) Aneta Wojtkowska (LKS Technik Głubczyce)      |
| 2016 | Adrian Dziółko (UKS Hubal Białystok)   | Weronika Grudzina (MLKS Solec Kujawski)        | Adam Cwalina (SKB Litpol-Malow Suwałki) Przemysław Wacha (LKS Technik Głubczyce) | Aneta Wojtkowska (Technik Głubczyce) Agnieszka Wojtkowska (Technik Głubczyce)     | Robert Mateusiak (UKS Hubal Białystok) Nadieżda Zięba (UKS Hubal Białystok)         |
| 2017 | Mateusz Dubowski (UKS Hubal Białystok) | Wiktoria Dąbczyńska (MKS Orlicz Suchedniów)    | Adam Cwalina (SKB Suwałki) Robert Mateusiak (UKS Hubal Białystok)                | Aneta Wojtkowska (Technik Głubczyce) Agnieszka Wojtkowska (Technik Głubczyce)     | Robert Mateusiak (UKS Hubal Białystok) Nadieżda Zięba (UKS Hubal Białystok)         |
| 2018 | Michał Rogalski (UKS Hubal Białystok)  | Kamila Augustyn (SKB Litpol-Malow Suwałki)     | Adam Cwalina (ABRM Warszawa) Miłosz Bochat (MLKS Solec Kujawski)                 | Agnieszka Wojtkowska (UKS Hubal Białystok) Aneta Wojtkowska (UKS Hubal Białystok) | Michał Łogosz (SKB Litpol-Malow Suwałki) Kamila Augustyn (SKB Litpol-Malow Suwałki) |
| 2019 | Adrian Dziółko (UKS Hubal Białystok)   | Kamila Augustyn (SKB Litpol-Malow Suwałki)     | Adam Cwalina (ABRM Warszawa) Miłosz Bochat (MLKS Solec Kujawski)                 | Agnieszka Wojtkowska (UKS Hubal Białystok) Aneta Wojtkowska (UKS Hubal Białystok) | Paweł Pietryja (UKS Plesbad Pszczyna) Agnieszka Wojtkowska (UKS Hubal Białystok)    |